# Ausonia
Ausonia es una localidad situada en el departamento General San Martín, provincia de Córdoba, Argentina, a 29 kilómetros de Villa María, cabecera del departamento.
Está compuesta por 1044 habitantes (Indec, 2022), considerada como "pueblo" y se encuentra situada sobre la Ruta Provincial 4, a 167 km de la Ciudad de Córdoba.
La fiesta patronal se celebra el día 30 de agosto, en honor a Santa Rosa.

## Economía

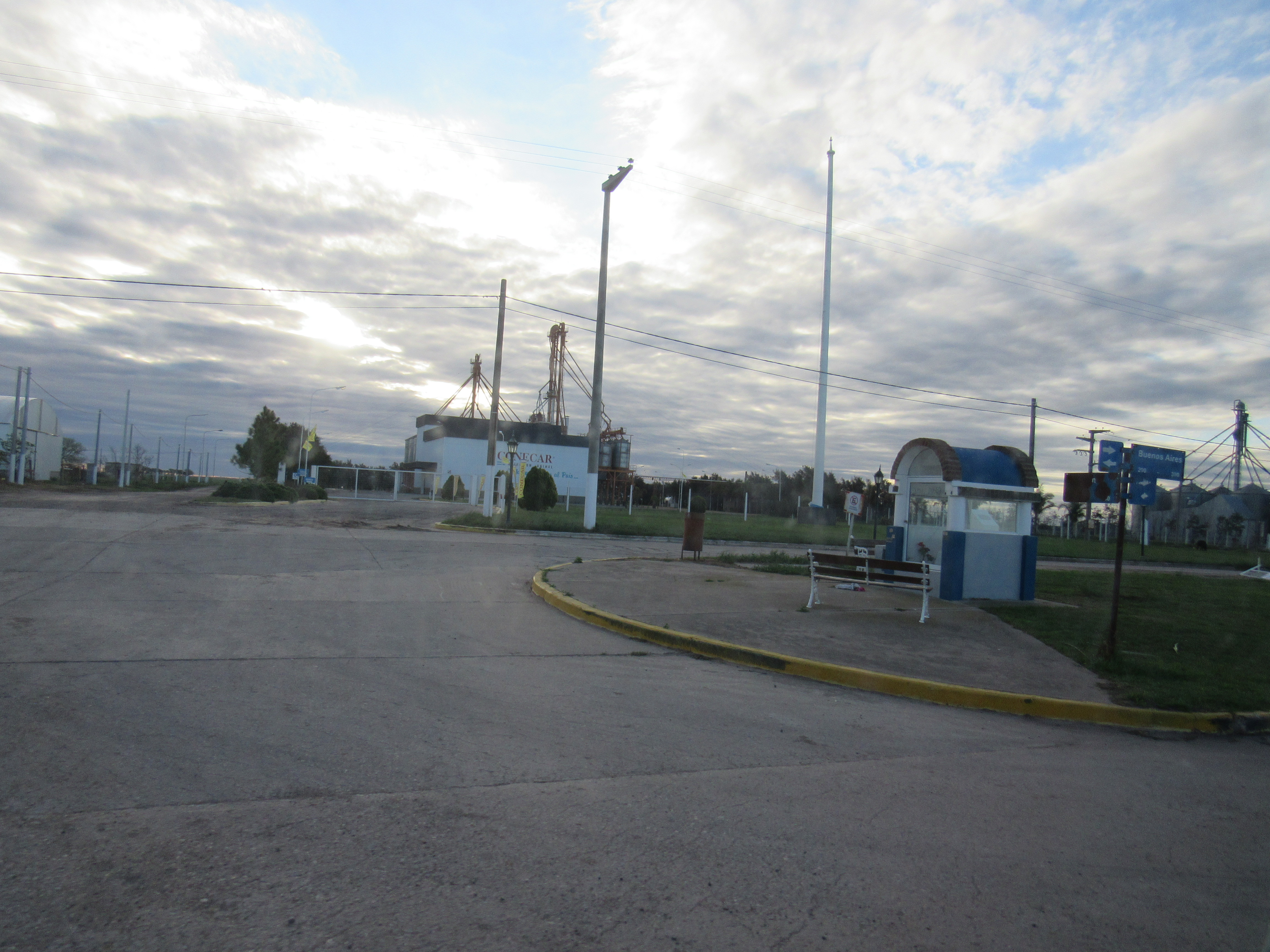
Planta de nutrición animal en el acceso norte de Ausonia

La principal actividad económica es la agricultura seguida por ganadería, siendo los principales cultivos la soja y el maíz.
La producción láctea y el comercio también tienen relevancia en la economía local.
Existen en la localidad un dispensario, una guardería, un jardín de infantes, una escuela primaria, una escuela secundaria, un destacamento policial, un centro de jubilados y un edificio municipal en el cual se efectúan gran parte de las funciones administrativas.
Una cooperativa es la encargada de brindar los servicios públicos como el agua, la electricidad, el gas, internet, etc.
En el pueblo existe un parque industrial, en cual se pueden observar fábricas de alimentos balanceados, pastas secas, entre otras.

## Geografía

### Clima
El clima es templado con estación seca, registrándose una temperatura media anual de 25 °C aproximadamente. En invierno se registran temperaturas inferiores a 0 °C y superiores a 35 °C en verano.
El régimen anual de precipitaciones es de aproximadamente 800 mm.

### Población
La población aumentó de 571 habitantes en 1991 a 743 habitantes en 2001, y a 1133 en el 2010 lo que representa un aumento del 61%.